# 萨斯·埃迈谢
萨斯·埃迈谢（匈牙利語：Szász Emese，1982年9月7日—），匈牙利女子劍擊運動員。她曾贏得2010年世界击剑锦标赛銀牌，以及2009/10與2010/11赛季世界盃系列賽兩連霸。2016年，施莎絲在奧運女子重劍決賽以15：13擊敗應屆世錦賽冠軍、意大利运动员萝塞拉·菲亚明戈而贏得金牌，是她個人的首面奧運金牌，亦為匈牙利贏得本屆奧運首面金牌。

## 外部連結
- 頁面於歐洲擊劍總會